# Bezksiężycowa noc
Bezksiężycowa noc (alb. Nata pa hënë, ang. The Moonless Night) – film fabularny produkcji albańsko-francuskiej, którego premiera odbyła się w styczniu 2004 roku.

## Opis fabuły
Dla bohaterów tego filmu życiowym celem jest wydostanie się z kraju. Tym razem opowieść odbiega od stereotypowo nakreślonych ponurych dramatów o uciekających z kraju Albańczykach. Pociągiem w kierunku wybrzeża jedzie 16-letnia Rudina i jej dziadek, którzy przy pomocy przemytników zamierzają wydostać się z kraju. W pociągu Rudina spotyka Gjergja i na jednej ze stacji kolejowych, gdzie ma być dłuższy postój, wybiera się do wsi po wodę. W tym czasie pociąg, którym podróżowała z dziadkiem, odjeżdża. Dziewczyna jest załamana, ale chłopak, z którym została, obiecuje, że go znajdą. Rozpoczyna się ich pełna przygód wędrówka po kraju. Na wybrzeżu, do którego w końcu docierają spotykają dziadka. Nic już nie stoi na przeszkodzie, aby zapłacić przemytnikom i odpłynąć z kraju.

## Recepcja
Główne role w filmie odgrywają aktorzy nieprofesjonalni. Komentując premierę Bezksiężycowej nocy w tirańskim kinie Millenium prasa albańska podkreślała, że dawno nie zdarzyło się, aby film albański w pierwszych dniach po premierze zgromadził ponad 9 tysięcy widzów. Film był prezentowany w 2004 roku na Moskiewskim Festiwalu Filmowym, a w kwietniu 2005 roku na Festiwalu Filmu Środkowo i Wschodnioeuropejskiego w Wiesbaden. W styczniu 2008 roku film wyemitowała TVP Polonia.

## Obsada
- Enrieta Jani jako Rudina
- Kledi Kapexhiu jako Mili
- Niko Kanxheri jako dziadek
- Genc Fuga jako dziennikarz
- Elton Papuciu jako Mann
- Genti Bejko jako Beni
- Gentian Zeneli
- Ilisia Sheri
- Lulzim Zeqja